# Tyromyces levis
Tyromyces levis är en svampart som beskrevs av Corner 1989. Tyromyces levis ingår i släktet Tyromyces och familjen Polyporaceae.   Inga underarter finns listade i Catalogue of Life.